# Arkhaule Jitpur
Arkhaule Jitpur (nep. अर्खौले जितपुर) – gaun wikas samiti we wschodniej części Nepalu w strefie Kośi w dystrykcie Dhankuta. Według nepalskiego spisu powszechnego z 2001 roku liczył on 940 gospodarstw domowych i 4691 mieszkańców (2460 kobiet i 2231 mężczyzn).